# Кэрролл, Чарльз
Ча́рльз Кэ́рролл (англ. Charles Carroll; 19 сентября 1737, Аннаполис, Мэриленд, Британская Америка — 14 ноября 1832, Балтимор, Мэриленд), известный как Ча́рльз Кэ́рролл из Кэрролтон и Ча́рльз Кэ́рролл III — ирландско-американский политик, плантатор, один из подписавших декларацию Независимости США. Единственный католик и последний умерший из подписавших декларацию. Первый сенатор США от штата Мэриленд.
Считается одним из отцов-основателей США, был автором статей под псевдонимом First Citizen в газете Maryland Gazette. Входил в Континентальный конгресс и Конгресс Конфедерации.
Родившись в Аннаполисе, к началу Американской революции владел обширными сельскохозяйственными угодьями и поместьем в Мэриленде площадью в 10 000 акров земли.
Избирался в сенат Мэриленда с 1781 по 1800 год. После ухода из политики, помогал строить старейшую железную дорогу в стране, Baltimore and Ohio Railroad.